# الهيئة السودانية للمواصفات والمقاييس
الهيئة السودانية للمواصفات والمقاييس هيئة سودانية مختصة بالمواصفات والمقاييس، نشأت بعد قرار حكومي صدر في عام 1992 م بدمج كل من الإدارة العامة للتقييس ودمغ المصوغات، وإدارتا المواصفات وضبط الجودة بكل من وزارتي التجارة والصناعة الدعامة الأساسية لها.

## نشأة وتطور الهيئة
لم يكن هناك نظام للموازين والمقاييس في السودان في الفترة السابقة للفتح الإنجليزي المصري، وبالتالي لم يكن هناك قوانين أو تشريعات تقنن وتنظم استعمال الموازين والمقاييس في السودان. وبعد الغزو الإنجليزي المصري للسودان أصدر حاكم عام السودان البريطاني (اللورد كتشنر) أمراً في 31 يوليو 1899م في أن تكون الموازين والمقاييس القانونية في مصر هي وحدات الكيل والقياس والوزن في السودان علي أن يسري الأمر اعتباراً من سبتمبر 1899م.

## أهداف الهيئة
تتمثل في الآتي:
- حماية الاقتصاد الوطني والارتقاء بأدائه الإنتاجي والاستهلاكي.
- وضع ونشر المواصفات القياسية والاشتراطات الفنية لضبط وتطوير النشاط الاقتصادي بمحاوره المختلفة.
- العمل كمرجع قومي للمقاييس والمعايير الدولية وتطبيق الضوابط الفنية لذلك.
- السعي لرفع الكفاءة الإنتاجية والجودة للمُنتجات والصادرات الوطنية وإحكام الرقابة علي الواردات.
- نشر الوعي بالجودة والتقييس وتبني تطبيقاتها علي المجتمع السوداني.
- حث المؤسسات الإنتاجية والخدمية للحصول على شهادة أنظمة الآيزو.

## موقع الهيئة
يقع مكتب الهيئة السودانية للمواصفات والمقاييس في العاصمة ولاية الخرطوم بمحلية الخرطوم شمال في شارع الجامعة على بعد أمتار من كلية الهندسة جامعة الخرطوم حيث يفتح مبنى الهيئة مقابل نصب الشهيد علي عبد اللطيف.